# Old Forge
Old Forge est un borough du comté de Lackawanna, en Pennsylvanie, aux États-Unis.